# 8190 Bouguer
8190 Bouguer este un asteroid din centura principală de asteroizi.

## Descriere
8190 Bouguer este un asteroid din centura principală de asteroizi. A fost descoperit pe 20 iulie 1993 la Observatorul La Silla de Eric Walter Elst. El prezintă o orbită caracterizată de o semiaxă mare de 2,21 ua, o excentricitate de 0,12 și o înclinație de 3,0° în raport cu ecliptica.